# Nyaqung Co
Nyaqung Co (kinesiska: Yaqiong Cuo, 雅琼错) är en sjö i Kina. Den ligger i den autonoma regionen Tibet, i den sydvästra delen av landet, omkring 320 kilometer nordväst om regionhuvudstaden Lhasa. Nyaqung Co ligger 4 570 meter över havet. Den ligger vid sjön Marri Co. Trakten runt Nyaqung Co består i huvudsak av gräsmarker.
Genomsnittlig årsnederbörd är 336 millimeter. Den regnigaste månaden är juli, med i genomsnitt 82 mm nederbörd, och den torraste är januari, med 4 mm nederbörd.